# Mattias (apostel)
Aposteln Mattias (koinegrekiska Μαθθίας), utsågs enligt Apostlagärningarna genom lottning av de återstående elva apostlarna, till Judas Iskariots ersättare, för att göra apostlakretsen fulltalig (Apostlagärningarna 1:21–26). Hans helgondag firas den 14 maj.
Den helige Mattias sägs ha lidit martyrdöden i Jerusalem, och hans reliker vördas idag i Trier.

## Bilder
| - Den helige Mattias sarkofag i basilikan St. Matthias i Trier. |

### Webbkällor
- ”Saint Matthias”. Encyclopædia Britannica. Arkiverad från originalet den 7 februari 2017. https://web.archive.org/web/20170207022905/https://global.britannica.com/biography/Saint-Matthias. Läst 24 februari 2017.
- ”St. Matthias”. Catholic Encyclopedia. New Advent. http://www.newadvent.org/cathen/10066a.htm. Läst 24 februari 2017.
- ”San Mattia, apostolo”. Santi e Beati. http://www.santiebeati.it/dettaglio/21050. Läst 15 maj 2018.